# Пойлу (посёлок)
Пойлу (азерб. Poylu) — посёлок в Пойлинском (поселкового) административно-территориальном округе Акстафинского района Азербайджана.

## Этимология
Название посёлка происходит от рода Пойлу племени казахлы.

## История
В 1926 году согласно административно-территориальному делению Азербайджанской ССР посёлок относилось к дайре Акстафа Казахского уезда.
С 24 января 1939 года посёлок входило в состав Акстафинского района, который 4 декабря 1959 года был ликвидирован, а населенный пункт передан в состав Казахского района.
Согласно административному делению 1961 и 1977 года посёлок Пойлу входило в Пойлинский сельсовет Казахского района Азербайджанской ССР.
24 апреля 1990 года посёлок передан в состав новообразованного Акстафинского района.
В 1999 году в Азербайджане была проведена административная реформа и внутри Пойлинского административно-территориального округа был учрежден Пойлинский поселковый муниципалитет Акстафинского района. В 2004 году из состава Пойлинского АТО был выделен Пойлинский (поселковый) административно-территориальный округ.

## География
Посёлок Пойлу находится на берегу реки Акстафа.
Посёлок находится в 14 км от райцентра Акстафа и в 459 км от Баку. Ближайшая железнодорожная станция — Пойлы.
Посёлок находится на высоте 223 метров над уровнем моря.

## Население
| Численность населения | Численность населения |
| 1999                  | 2009                  |
| --------------------- | --------------------- |
| 1248                  | ↗1507                 |

Население преимущественно занимается виноградарством, животноводством.

## Климат
Среднегодовая температура воздуха в посёлке составляет +14,2 °C. В посёлке полупустынный климат.

## Инфраструктура
В посёлке расположены средняя школа, дом культуры, клуб, 2 библиотека, медицинский пункт.